# 别迭里河
别迭里河，位于中华人民共和国新疆维吾尔自治区西南部的一条河流，托什干河左岸支流，是克孜勒苏柯尔克孜自治州阿合奇县与阿克苏地区乌什县的界河，发源于天山南脉山脊处的别迭里山口附近，由西北向东南流，于阿合奇县库兰萨日克乡别迭里村以东约5千米处汇入托什干河。河流全长32千米，流域面积408平方千米，年均径流量约0.785亿立方米。别迭里河谷和别迭里山口是中亚地区与西域之间的交通要道之一。